# Auxolophotis
Auxolophotis é um gênero de mariposa pertencente à família Crambidae.